# Люй Шао
Люй Ша́о (кит. трад. 呂紹, упр. 呂绍, пиньинь Lǚ Shào, ?—400), взрослое имя Юнъе́ (永業) — правитель государства Поздняя Лян; посмертное имя — Инь-ван (隱王).

## Биография
Люй Шао родился когда его отец Люй Гуан был ещё на службе у империи Ранняя Цинь. Хотя он не был старшим сыном, но его матерью была жена, а не наложница, и поэтому он был официальным наследником семьи.
Когда в 386 году Люй Гуан основал государство Поздняя Лян, Люй Шао с матерью находились в столице Ранней Цинь городе Чанъань. Когда Чанъань был взят войсками государства Западная Янь, они бежали в Чоучи, а в 389 году добрались до территории Поздней Лян. Люй Гуан, носивший в то время титул «Саньхэский князь» (三河王), объявил Люй Шао официальным наследником престола. В 396 году Люй Гуан провозгласил себя «небесным князем» (то есть, практически, императором).
Если старшие братья Люй Шао были известны как полководцы, то единственная отмеченная в источниках военная кампания, в которой принимал участие Люй Шао, произошла в 399 году, когда он вместе со старшим братом Люй Цзуанем выступил против Дуань Е, основавшего государство Северная Лян. Однако Дуань Е пришло на помощь государство Южная Лян, и войскам братьев Люй пришлось отступить.
В 400 году Люй Гуан тяжело заболел, и велел Люй Шао немедленно короноваться, а сам решил уйти в отставку; так как Люй Шао хоть и являлся официальным наследником, но не блистал особыми талантами, поэтому военные дела при этом должен был на себя взять Люй Цзуань, а правительство возглавить Люй Хун (ещё один сын Люй Гуана). В тот же день Люй Гуан скончался, и Люй Цзуань сразу стал действовать, не особенно считаясь с младшим братом. Испуганный Люй Шао предложил передать ему трон, но Люй Цзуань отказался. Люй Чао (двоюродный брат Люй Шао) тайно предложил ему арестовать и казнить Люй Цзуаня, но Люй Шао на это не согласился.
Практически сразу Люй Хун предложил Люй Цзуаню устроить государственный переворот. На этот раз Люй Цзуань ответил согласием, и ночью повёл свои войска на дворец. Охрана попыталась оказать сопротивление, но Люй Шао, осознав ситуацию, удалился во вспомогательный дворец и покончил жизнь самоубийством. Люй Цзуань занял трон, и дал Люй Шао посмертный княжеский титул, а не императорский.